# Comparatif des codes typographiques francophones
 (août 2012).
Si vous disposez d'ouvrages ou d'articles de référence ou si vous connaissez des sites web de qualité traitant du thème abordé ici, merci de compléter l'article en donnant les références utiles à sa vérifiabilité et en les liant à la section « Notes et références ».
Il n’existe pas un code typographique mais des codes typographiques, qui se rejoignent dans les grandes lignes mais diffèrent quelque peu sur des détails, des régionalismes ou autres.
Ces codes étant en perpétuelle évolution, un comparatif peut donc ne pas être fiable.
De plus, la langue écrite possède plusieurs niveaux, comme l’attestent les graphies du langage SMS, par exemple.

## Généralités
L’Organisation internationale de la francophonie (OIF) semble n’avoir rien entrepris en vue d’unifier les règles typographiques du français. Un Dictionnaire universel francophone (DUF) a néanmoins été publié en 1997 sous ses auspices.
En France, l’Académie française ne semble guère se soucier de typographie (italique, majuscule) ou des noms propres et, dans ce pays, les pratiques s’articulent (sous la sauvegarde des correcteurs d’épreuve) autour des principales maisons d’édition (Hachette, Larousse, Robert, etc.) parmi lesquelles l’Imprimerie nationale (IN) a longtemps eu un rôle spécial : les règles qui y sont en usage sont la base de divers codes typographiques. Des journaux tels que Le Monde servent aussi de référence. Compte tenu du rythme de publication du Dictionnaire de l’Académie (les deux dernières éditions complètes remontant à 1877 et 1935) ce sont des ouvrages tels que le Petit Larousse, le Petit Robert ou le Dictionnaire Hachette qui servent à présent de documents de travail, car une nouvelle édition est publiée chaque année et leur contenu est en partie encyclopédique. Pour les toponymes, l’Insee, l’Institut national de l'information géographique et forestière (IGN) et le ministère des Affaires étrangères français sont aussi parties prenantes.
Un facteur d’unification du monde francophone est que c’est surtout en France que sont publiés les dictionnaires et encyclopédies de langue française.

## Différences constatées

### Différences entre les typographies françaises et suisses
- L’abréviation de « pages » au pluriel en Suisse est « pp. », tandis qu'en France elle est « p. »[3],[4].
- En Suisse, les capitales initiales sont accentuées, ainsi les mots entièrement en capitales restent-ils accentués : « l’État », « L’ÉTAT »[5].
  - Cet usage commence à être systématisé, même si certaines entité politiques ou médiatiques l'omettent, comme c'est le cas en France (Le Monde, Le Figaro, Libération et le Journal officiel de la République française[6]). Cette règle de non-accentuation vient d'une ancienne incapacité technique accentuer les capitales en imprimerie[réf. nécessaire].
- En Suisse, les noms de montagnes (« mont », « aiguille », « bec », « cime », etc.) sont écrits avec une majuscule initiale : « le Mont Tendre », « l’Aiguille d’Argentière », etc. En typographie soignée, on fait toutefois la distinction entre la forme avec ou sans trait d’union (« le Mont Blanc », mais « la rue du Mont-Blanc » à Genève).
- En Suisse, les raisons sociales ont une majuscule à chaque lettre initiale[7] : « la Banque Cantonale Vaudoise ».
  - En France (et au Québec), on écrit « la Banque cantonale vaudoise »
- En Suisse, on met une espace fine insécable avant toutes les ponctuations doubles, y compris les deux-points, et à l'intérieur des guillemets ouvrants et fermants.
  - En France, une espace fine accompagne tous les signes doubles sauf le deux-points, qui est précédé d’une espace-mot insécable.
  - En Suisse, l’espace fine est un peu plus mince qu’en France. D’ailleurs elle disparaît même souvent dans la presse écrite[réf. nécessaire].
- En Suisse, pour les citations de deuxième rang, on utilise parfois des guillemets français simples : « citation de 1er rang contenant une ‹ citation de 2e rang › ».

### Différences entre les typographies françaises et belges
- En Belgique, on écrit « Premier Ministre » avec deux majuscules. En France, on écrit « Premier ministre », sans majuscule à « ministre ».

### Différences entre les typographies françaises et québécoises
- Au Québec, lorsqu’on lie deux toponymes dont l’un comporte déjà un ou plusieurs traits d’union, la liaison est effectuée au moyen d’un tiret long, ou d’un double trait d’union. C'est le cas aussi des circonscriptions électorales. Exemple : Saguenay–Lac-Saint-Jean. Cette pratique n’existe pas en France.
- Au Québec, on ne met pas d'espace devant le point d'interrogation, le point d'exclamation et le point-virgule[8] ; ou plutôt, l'espace fine (espace insécable réduite) est recommandée, mais si l'on dispose d'un logiciel courant de traitement de texte qui ne propose pas une telle espace, on ne met alors aucune espace[9].
- Au Québec, dans un titre d’œuvre commençant par un article défini, le nom qui le suit ne prend pas de majuscule. Aussi, on y écrit par exemple La nausée[10] (de Sartre), tandis qu’en France, on écrit La Nausée.

### Belgique
- Maurice Grevisse, André Goosse, Grevisse, Le Bon Usage, 13e édition  (ISBN 2801110450)
- Joseph Hanse, Nouveau dictionnaire des difficultés du français moderne  (ISBN 2801112674)

### France
Voir la Bibliographie de l’article Code typographique.

### Québec
- Aurel Ramat,  Le Ramat de la typographie  (ISBN 978-2-9813513-0-2). Cet auteur a effectué sa carrière de typographe des deux côtés de l’Atlantique et a rédigé l'ouvrage qui deviendra la référence en matière de règles typographiques au Québec.

### Suisse
- Instructions de la Chancellerie fédérale sur la présentation des textes officiels en français, Chancellerie fédérale (Suisse), Services linguistiques centraux, 27 mai 2016, 12 p. (présentation en ligne, lire en ligne [PDF]).
- Guide du typographe, Lausanne, Association suisse des typographes, 2000, 259 p. (ISBN 1805900013). .